# Emílio Rodrigues Ribas Júnior
Emílio Rodrigues Ribas Júnior (Amazonas, 7 de janeiro de 1897 — 17 de maio de 1973) foi um militar e político brasileiro.

## Biografia
Ingressou no Exército Brasileiro em abril de 1916, na Escola Militar do Realengo, no Rio de Janeiro, sendo declarado aspirante-a-oficial da arma de Artilharia em dezembro de 1918. Um ano depois foi promovido a segundo-tenente, permanecendo na Escola até janeiro de 1920.
Em março desse ano, foi transferido para o 11º Regimento de Artilharia Montada (11º RAM), também situado no Rio de Janeiro, onde comandou algumas das baterias. Em setembro, ingressou na Escola de Aviação Militar. Em janeiro de 1921, foi promovido a primeiro-tenente e deixou o 11º RAM, sendo transferido em maio para o 8º RAM, em Pouso Alegre. Ali permaneceu até maio de 1922, tendo exercido o comando de várias baterias.
Nomeado adjunto do 4º Grupo, serviu na Fábrica de Pólvora sem Fumaça, em Piquete, de junho de 1922 a setembro de 1923. Em seguida, permaneceu adido na Escola de Aviação Militar até maio de 1924, fazendo então, o curso de observadores aéreos.
Deixou a escola em setembro, para servir no 1º Grupo de Artilharia de Costa (1º GACos), em Niterói. Em outubro, foi promovido a capitão, sendo transferido em janeiro de 1925 para o 3º GACos, no Rio de Janeirol, onde serviu até março desse ano. Daí até dezembro cursou a Escola de Aperfeiçoamento de Oficiais, ingressando em janeiro de 1926 na Escola de Estado-Maior (EEM).
Em outubro de 1928, passou a servir no Centro Preparatório de Oficiais da Reserva (CPOR), desligando-se da EEM em dezembro. Em fevereiro de 1929, retornou à Escola como instrutor de Artilharia. No mês seguinte deixou o CPOR, onde igualmente voltaria a servir, em maio, como instrutor de Artilharia e, depois, durante todo o ano de 1930. De janeiro de 1931 a abril de 1932, foi novamente instrutor da EEM, exercendo em seguida as funções de auxiliar de ensino e adjunto de tática geral.
Foi promovido a major em agosto de 1933 e permaneceu na EEM até janeiro de 1934, quando foi designado oficial-de-gabinete do ministro da Guerra, general Pedro Aurélio de Góis Monteiro, onde ficou até 1935. Em seguida, trabalhou no Estado-Maior do Exército (EME). Assumiu a subdireção de ensino do EME em junho de 1935, e em julho foi sorteado para a Comissão Permanente de Justiça. Exerceu as funções de subdiretor de ensino do EME até janeiro de 1936, quando assumiu o comando do 1º Grupo no 1º RAM, onde permaneceu até janeiro de 1937.
Retornou então à EEM, na qualidade de professor de tática de artilharia. Acompanhou a Missão Militar Francesa a São Paulo em junho de 1937 e em outubro tornou-se adjunto de gabinete da EEM. Em janeiro de 1938, passou a adjunto de gabinete do EME. Exerceu interinamente a chefia do gabinete do EME, cumulativamente com suas funções normais, de fevereiro a abril de 1938. Tornou-se ainda professor de tática geral em julho de 1938. Exerceu interinamente a chefia de gabinete do ministro da Guerra, então o general Eurico Gaspar Dutra, em agosto e setembro de 1938.
Deixou o gabinete do EME em dezembro de 1938, sendo designado adido militar e aeronáutico junto à embaixada do Brasil em Buenos Aires. Foi promovido a tenente-coronel em dezembro de 1939, retornando ao Brasil em maio de 1941. No início desse mês, serviu na 2ª Seção do EME e em seguida passou a responder pela chefia da sua 1ª Subseção, que exerceu até junho de 1941. Foi então designado para comandar o 2º Regimento de Artilharia Mista, em São Leopoldo. Permaneceu nessa unidade até a entrada do Brasil na Segunda Guerra Mundial, em agosto de 1942, quando foi transferido para a Inspetoria Geral do 2º Grupo de Regiões Militares, em São Paulo. Ali chefiou as 1ª e 2ª seções e, interinamente, de janeiro a fevereiro de 1943, o Estado-Maior. Em maio deixou a inspetoria e foi promovido a coronel, sendo imediatamente transferido para a Artilharia Divisionária/14 (AD/14) e assumindo o comando da guarnição de Natal, ponto estratégico de defesa do continente durante o conflito mundial.
Fez estágio na Escola de Artilharia de Fort Sill, nos Estados Unidos, de julho a outubro de 1943, para tomar conhecimento de novas táticas e armas de guerra. De volta ao Brasil, reassumiu o comando da AD/14, acumulando-o com o posto de comandante substituto da 14ª Divisão de Infantaria, em João Pessoa. Deixou o comando da AD/14 em janeiro de 1944. No mês seguinte, foi designado para ocupar a Chefia do Estado-Maior da Artilharia Divisionária da 1ª Divisão de Infantaria Expedicionária (1ª DIE), a Força Expedicionária Brasileira (FEB). Em julho passou a comandar a AD da 1ª DIE, acumulando a partir de setembro com a chefia do estado-maior do grupamento do general Osvaldo Cordeiro de Farias. Nesse mês, embarcou para o teatro de operações da Itália. Retornou à chefia do estado-maior da AD da 1ª DIE em novembro de 1944, exercendo-a até dezembro do ano seguinte.
De volta ao Brasil, permaneceu adido ao EME de março de 1946 a janeiro de 1947, quando foi posto à disposição do Conselho Nacional do Petróleo, ao qual esteve ligado até junho. Em seguida, ficou novamente adido ao EME até dezembro de 1947. Em fevereiro e março de 1948, esteve em Goiás a serviço da Justiça. Em julho desse ano foi transferido para o comando da Seção de Tropas Aeroterrestres, que exerceu até junho de 1949, acumulada, a partir de janeiro, com o comando do Grupamento de Unidades-Escola. Continuou nesse comando até setembro do mesmo ano, mês em que foi promovido a general-de-brigada.
Em outubro de 1949 foi designado para comandar a 2ª Divisão de Cavalaria, em Uruguaiana. Em 1950, concorreu à vice-presidência do Clube Militar na chapa do general Osvaldo Cordeiro de Farias. As eleições foram particularmente acirradas devido ao debate em torno do monopólio estatal do petróleo, que era defendido pela chapa adversária, conhecida como nacionalista e encabeçada por Newton Estillac Leal e Francisco Horta Barbosa. Segundo Nelson Werneck Sodré, em História Militar do Brasil, a chapa Cordeiro-Ribas Júnior representava o apoio à participação do capital estrangeiro na exploração do petróleo brasileiro. As eleições realizadas em maio de 1950 deram a vitória à chapa nacionalista, cujas teses acabariam prevalecendo quando da criação da Petrobras, em 1953.
Designado diretor de Armas do Exército em abril de 1951, Ribas Júnior foi promovido em dezembro a general-de-divisão. Deixou aquela diretoria em março de 1953 e no ano seguinte estagiou na Escola Superior de Guerra, de março a dezembro, quando assumiu a subchefia do Exército junto ao Estado-Maior das Forças Armadas. Aí permaneceu até setembro de 1955. Em seguida comandou a 3.ª Região Militar, sediada em Porto Alegre, de outubro a dezembro de 1955, sendo então transferido para a Zona de Comando Sul, que chefiou de março de 1956 a março de 1960, quando foi promovido a general-de-exército.
Em seguida, comandou o IV Exército, em Recife, de 30 de abril de 1960 a 19 de abril de 1961.
Foi Chefe do Estado-Maior do Exército, de 24 de abril de 1961 a 7 de setembro de 1962.
Com as discussões que surgiram após a concessão, em agosto de 1961, de uma alta condecoração brasileira ao ministro cubano Che Guevara pelo presidente Jânio Quadros, entrou em contato com Carlos Lacerda, então governador do estado da Guanabara, que se colocara contra a entrega da comenda. Em consequência, foi repreendido pelo ministro da Guerra, marechal Odílio Denys, por ter dado a impressão ao público, à imprensa e ao Congresso de interferência das Forças Armadas na área política.
Como chefe do EME, Ribas Júnior representou o Brasil nas conferências de desarmamento promovidas pela Organização das Nações Unidas, em Genebra, Suíça, de março a junho e de agosto a setembro de 1961. m fevereiro de 1963, foi promovido a marechal e passou para a reserva.
Após o Golpe Militar de 31 de março de 1964, que depôs o presidente João Goulart, desencadeou-se uma crise política em Goiás devido à cassação do mandato do governador Mauro Borges Teixeira pelo novo regime e a subsequente decretação de intervenção federal no estado. Em 23 de janeiro de 1965, foi nomeado para substituir na interventoria de Goiás o coronel Carlos de Meira Mattos, permanecendo à frente do Executivo goiano até 31 de janeiro de 1966, quando foi substituído por Otávio Lage de Siqueira, governador eleito pela Assembléia Legislativa.
Em seguida, retirou-se da vida pública e faleceu no Rio de Janeiro no dia 17 de maio de 1973.
Foi casado com Regina Silveira Ribas, com quem teve uma filha, e, em segundas núpcias, com Guiomar Vieira Moura Ribas.